# Centre-Est
Centre-Est er en af Burkina Fasos 13 regioner. Regionen havde 1.132.023 indbyggere i 2006. Regionshovedstaden er Tenkodogo. Tre provinser udgør regionen: Boulgou, Koulpélogo og Kouritenga.